# Умершие в декабре 2013 года
Это список известных людей, соответствующих установленным критериям значимости (см. Википедия:Критерии значимости персоналий), умерших в декабре 2013 года.
Причина смерти указывается лишь в исключительных случаях (убийство, самоубийство, гибель в результате военных действий, смертная казнь, ДТП или несчастные случаи). В остальных случаях — не указывается.

## 31 декабря
- Вертинская, Лидия Владимировна (90) — советская и российская актриса, художник, вдова Александра Вертинского, мать Марианны и Анастасии Вертинских[1].
- Голде, Силва (58) — латвийский политик[2].
- Гурик, Иосиф Васильевич (88) — советский работник сельского хозяйства, Герой Социалистического Труда (1971)[3].
- Иванен, Анатолий Вильямович (63) — советский и российский поэт, лауреат литературной премии имени Бориса Корнилова (2008)[4].
- Нарендран, Текке Куруппате (69) — индийский энтомолог, академик, профессор[5].
- Райт, Бетти Рен (86) — американская детская писательница[6].
- Форчун, Джон (74) — британский актёр[7][8].
- Штрейс, Раиса Ивановна (83) — советский и российский деятель сельского хозяйства; генеральный директор производственного объединения «Лето» Тосненского района Ленинградской области, Герой Социалистического Труда (1988)[9].
- Эйвери, Джеймс (65) — американский актёр; осложнения после операции на сердце[10].

## 30 декабря
- Адамс, Аким (22) — футболист сборной Тринидада и Тобаго, играл за клуб «Ференцварош»; кровоизлияние в мозг[11].
- Кузьменко, Николай Иванович (71) — советский государственный деятель; председатель горисполкома, глава администрации, мэр Северска (1984—2010)[12].
- Мянтюранта, Ээро (76) — финский лыжный гонщик, трёхкратный олимпийский чемпион[13].
- Швырёв, Юрий Афанасьевич (81) — советский режиссёр игрового и документального кино, сценарист и мастер дубляжа[14].

## 29 декабря
- Авенданьо, Эухения (83) — мексиканская актриса («Хозяйка», «Личико ангела»)[15].
- Апарина, Алевтина Викторовна (72) — советский и российский государственный и политический деятель, депутат Государственной думы I—VI созывов от КПРФ[16].
- Донской, Феодосий Семёнович (94) — советский учёный, журналист и государственный деятель, кандидат экономических наук.
- Киляр, Войцех (81) — польский композитор[17].
- Кудухов, Бесик Серодинович (27) — российский борец вольного стиля, четырёхкратный чемпион мира; ДТП[18].
- Кустова, Ольга Викторовна (64) — советский и российский филолог, переводчик, педагог[19].

## 28 декабря
- Арп, Хэлтон Кристиан (86) — американский астроном, автор Атласа пекулярных галактик[20].
- Белоконь, Александр Владимирович (72) — последний ректор Ростовского государственного университета (1988—2006), президент Южного федерального университета (2008—2012)[21].
- Борха, Эстер (100) — кубинская певица[22].
- Рускин, Джозеф (89) — американский актёр[23].
- Симмондс, Гарольд (82) — американский миллиардер, спонсор Республиканской партии[24].
- Томас, Гленн[англ.] (22) — американский рэпер, известный как Doe B; убийство[25].
- Цымбаларь, Илья Владимирович (44) — советский, украинский и российский футболист[26].
- Чудецкий, Евгений Иванович (72) — актёр Кинешемского драматического театра имени А. Н. Островского, заслуженный артист Российской Федерации (1998)[27].
- Шапира, Йосеф (87) — израильский политик, министр образования[28].

## 27 декабря
- Джаманова, Роза Умбетовна (85) — советская и казахская оперная певица (сопрано), народная артистка СССР[29].
- Кинтана, Эльвира (85) — испанская актриса[30].
- Кроуби, Патрик (55) — вануатский политик, министр внутренних дел (2008, 2011, 2013)[31].
- Мисюлин, Вячеслав Николаевич (74) — директор филиала РТРС «Московский региональный центр» (Останкинская телебашня) (1978—2002), заслуженный работник связи Российской Федерации[32].
- Сенчуков, Юрий Фёдорович (73) — режиссёр-документалист и режиссёр научно-популярного кино киностудии «Центрнаучфильм» [kino-teatr.ru/kino/director/sov/373840/bio/].
- Чингэлтэй (89) — китайский лингвист-монголовед[33].
- Шатах, Мухаммед (62) — ливанский государственный деятель; министр финансов Ливана (2008—2009); погиб при теракте в Бейруте[34].

## 26 декабря
- Альварадо, Малена (59) — венесуэльская актриса («Королева сердец», «Загадочная женщина»)[35].
- Булекпаев, Аманжол Куанышевич (71) — казахстанский политик, председатель Целиноградского горисполкома, городского совета народных депутатов (1987—1992), глава Акмолинской городской администрации, Аким Акмолы (1992—1997)[36].
- Ермак, Валерий Фёдорович (71) — украинский политик, глава городского совета и мэр Симферополя (1993—2006)[37].
- Эггерт, Марта (101) — венгерская и американская певица оперетты и киноактриса[38].

## 25 декабря
- Гомес-Гальо, Луис Умберто (51) — колумбийский политик, председатель Сената Колумбии (2004—2005)[39].
- Жилин, Николай Семёнович (74) — российский учёный в области информационно-измерительной техники и деятель образования, ректор Омского политехнического института (технического университета) (1986—2007), президент университета с 2007 года[40].
- Савельев, Виктор Сергеевич (85) — советский и российский хирург, академик РАН и РАМН, Герой Социалистического Труда (1988), лауреат государственных премий СССР и России[41].
- Томпсон, Уилбур (92) — американский легкоатлет, чемпион летних Олимпийских игр в Лондоне (1948) в толкании ядра[42].
- Шенсес, Аднан (77) — турецкий музыкант и актёр[43].

## 24 декабря
- Абзгильдин, Абрек Амирович (76) — российский художник, член-корреспондент Российской академии художеств, председатель Союза художников Татарстана[44].
- Апачинский, Александр Иванович (61) — казахстанский тренер по боксу, заслуженный тренер Казахстана, тренер Василия Жирова[45].
- Бак, Фредерик (89) — канадский аниматор, дважды лауреат премии «Оскар»[46].
- Растин, Жан (85) — французский художник[47].
- Строенко, Сергей Васильевич (46) — советский и молдавский футболист («Тилигул-Тирас»)[48].
- Уилсон, Роберт (86) — американский мультимиллионер, филантроп; самоубийство[49].

## 23 декабря
- Абелев, Гарри Израйлевич (85) — советский и российский учёный, биохимик, академик РАН[50].
- Азизова, Назакят Магеррам гызы — азербайджанская поэтесса[51].
- Гуляев, Евгений (37) — российский пауэрлифтер, неоднократный победитель и призёр российских и международных соревнований[52][53].
- Калашников, Михаил Тимофеевич (94) — советский и российский военный и политический деятель; конструктор оружия, создатель автомата Калашникова (АК), Герой Российской Федерации (2009), дважды Герой Социалистического Труда (1958, 1976), лауреат Ленинской и Сталинской премий[54].
- Корпусов, Генрих Васильевич (88) — российский химик, лауреат Государственной премии СССР.
- Латиф, Юсеф (93) — американский джазовый мультиинструменталист, композитор и педагог, лауреат премии Грэмми[55].
- Лоусон, Рики (59) — американский музыкант-барабанщик, работавший с Майклом Джексоном, Уитни Хьюстон, Эриком Клэптоном, Филом Коллинзом[56].
- Панди, Андраш (86) — бельгийский серийный убийца[57].
- Поллак, Джефф (54) — американский кинорежиссёр (тело найдено в этот день)[58].
- Лауциньш, Юрис (56) — латвийский актёр театра и кино[59].
- Шопокова, Керимбюбю (96) — советский работник сельского хозяйства, свекловод, Герой Социалистического Труда (1957)[60].

## 22 декабря
- Диас, Диомедес (56) — колумбийский певец[61].
- Ривас, Лазаро (38) — кубинский борец, серебряный призёр летних Олимпийских игр в Сиднее (2000) в греко-римской борьбе[62].
- Рогов, Михаил Николаевич (68) — советский и российский актёр театра «КомедиантЪ» и кино, заслуженный артист России[63].
- Сарианиди, Виктор Иванович (84) — российский археолог, почётный академик Академии наук Туркменистана, доктор исторических наук[64].

## 21 декабря
- Андреев, Владимир Николаевич (45) — российский хоккеист, игрок санкт-петербургского СКА (1994—1997), череповецкой «Северстали» (1997—1999)[65].                                                                                                                                                          Сидельникова, Ольга Петровна (71) - советская и российская строительница; болезнь
- Бронфман, Эдгар (83) — американский бизнесмен, президент Всемирного еврейского конгресса (1981—2007), сын основателя компании Seagram Самуила Бронфмана[66][67].
- Гич, Питер (97) — британский философ[68].
- Каллиник (77) — епископ Александрийской православной церкви, старец-митрополит Пелусийский, ипертим и экзарх Первой Августамники и Месимврии[69].
- Лам Кок (46) — китайский миллиардер, владелец гонконгской компании Brilliant Group; авиакатастрофа[70].
- Магид, Ахмед Исмат Абдель (90) — министр иностранных дел Египта (1984—1991), генеральный секретарь Лиги арабских государств (1991—2001)[71].
- Пичо, Аристотелес (56) — перуанский актёр и режиссёр[72] Архивная копия от 25 декабря 2013 на Wayback Machine[73].
- Слободян, Наталья Васильевна (90) — украинская балерина, солистка балета Львовского национального театра оперы и балета имени Соломии Крушельницкой, народная артистка УССР (1960)[74].
- Чекан, Елена Васильевна (67) — советская и украинская актриса[75].
- Эдлунд, Ларс (90) — шведский композитор, педагог и церковный музыкант[76].
- Эйзенхауэр, Джон (91) — американский дипломат и историк, посол США в Бельгии (1969—1971), сын Дуайта Эйзенхауэра[77].

## 20 декабря
- Болотников, Пётр Григорьевич (83) — советский легкоатлет, олимпийский чемпион 1960 года в беге на 10 000 метров[78].
- Бржежинский, Юрий Исаакович (81) — советский и российский спортивный журналист, бывший пресс-атташе «Зенита»[79].
- Даниган, Рики (40) — американский рэпер, основатель хип-хоп группы Three 6 Mafia[80].
- Дубинин, Юрий Владимирович (83) — советский и российский дипломат, заместитель министра иностранных дел РФ (1994—1996), Чрезвычайный и Полномочный Посол СССР и России в Испании, США, Франции и Украине[81].
- Ильясов, Аслан — азербайджанский гармонист[82].
- Лоро Пиано, Серджио (65) — итальянский бизнесмен, один из вице-президентов итальянского бренда Loro Piana[83].
- Менуси, Диди (85) — израильский поэт, журналист и сатирик[84].
- Митева-Коралова, Иванка (102) — болгарская оперная певица, солистка Софийского национального театра оперы и балета[85].
- Омар, Нелли (102) — аргентинская актриса[86].
- Ричардс, Дэвид (57) — британский музыкальный продюсер («Queen»)[87].
- Слисаренко, Игорь Юрьевич (47) — украинский журналист и телеведущий[88].
- Эсауленко, Олег Иванович (90) — участник Великой Отечественной войны, директор Кировского кожевенно-обувного комбината имени Коминтерна (1965—1983), председатель Кировского областного общества инвалидов[89].

## 19 декабря
- Виззини, Нед (32) — американский писатель[90].
- Геллер, Херб (85) — американский саксофонист[91].
- Голдстайн, Элвин (77) — американский издатель-порнограф[92].
- Капытник, Стас (46) — израильский писатель, журналист и бизнесмен, выходец из СССР; сердечный приступ[93].
- Марцинковский, Кшиштоф (53) — польский футболист («Лех»)[94].
- Махачев, Гаджи Нухиевич (62) — заместитель председателя правительства Дагестана (1998—1999, 2013); ДТП[95].
- Эпштейн, Вадим Исаакович (75) — заслуженный тренер России по теннису[96].

## 18 декабря
- Биггс, Ронни (84) — британский грабитель, совершивший одно из самых крупных в истории ограблений[97].
- Жумагалиев, Кайрат (76) — казахстанский поэт и переводчик[98].
- Зыков, Александр Александрович (91) — советский и украинский математик, один из создателей теории графов[99].
- Кисель, Фёдор Герасимович (93) — ветеран Великой Отечественной войны, начальник Сызранского высшего военного авиационного училища лётчиков (1961—1970), генерал-майор[100].
- Куман, Мартин (75) — нидерландский футболист («Гронинген»), отец Рональда и Эрвина Куманов[101].
- Павлинов, Владимир Александрович (76) — российский дипломат, Чрезвычайный и Полномочный Посол Российской Федерации в Республике Кипр (1999—2003)[102].

## 17 декабря
- Бруманис, Арвалдис Андрей (87) — католический прелат, епископ лиепайский (1995—2001)[103].
- Дашевский, Григорий Михайлович (49) — российский поэт, переводчик, литературный критик[104].
- Карлес Гордо, Рикардо Мария (87) — испанский кардинал, архиепископ Барселоны (1990—2004)[105].
- Ван Ритсотен, Конни (87) — нидерландский яхтсмен, единственный двукратный победитель Whitbread Round the World Race (1978, 1982)[106].
- Роули, Джанет (88) — американский генетик, впервые определившая хромосомную транслокацию как причину раковых заболеваний, пионер генетики раковых заболеваний[107].

## 16 декабря
- Армстронг, Джеймс (94) — американский учёный, президент Миддлбери-колледжа (1963—1975)[108].
- Вохмянин, Леонид Григорьевич (71) — советский и российский композитор[109].
- Гершанович, Михаил Лазаревич (89) — руководитель отделения химиотерапии ФГУ «НИИ онкологии имени Н. Н. Петрова» Минздравсоцразвития РФ, доктор медицинских наук, профессор[110].
- Жукова, Валентина Васильевна — российская писательница, переводчик французской литературы[111].
- Иванов, Виктор Васильевич (76) — советский и российский дипломат, Чрезвычайный и Полномочный Посол Российской Федерации в Социалистической Республике Вьетнам (1996—2001)[112].
- Лепёшкин, Владимир Фёдорович (76) — советский и российский шахматист, международный мастер, тренер и теоретик[113].
- Остащенко, Геннадий (76) — российский валторнист, лауреат международных конкурсов в Лондоне и Праге[114].
- Прайс, Рэй (87) — американский певец, автор песен и гитарист[115].
- Севилья, Лолита (78) — испанская актриса и певица[116][117].
- Такахаси, Митиаки (85) — японский вирусолог, разработавший вакцину против ветряной оспы (1974)[118].
- Шибаев, Валентин Евгеньевич (81) — заслуженный тренер России по лёгкой атлетике[119].
- Янай, Цви (78) — израильский писатель, философ и журналист, лауреат премии Сапира (2008)[120].

## 15 декабря
- Горбенко, Вадим Фёдорович (73) — заслуженный тренер России по греко-римской борьбе[121].
- Кэмпинг, Гарольд (92) — американский проповедник, лауреат Шнобелевской премии (2011) за предсказания «конца света»[122].
- Ола, Сис Рам (86) — индийский политик, министр труда и занятости (2004, 2013), министр горнодобывающей промышленности Индии (2004—2009)[123].
- Пашин, Валентин Михайлович (76) — советский и российский учёный-судостроитель, академик РАН, директор ЦНИИ имени А. Н. Крылова (1990—2012), Герой Российской Федерации (1994)[124].
- Фонтейн, Джоан (96) — американская киноактриса, обладатель кинопремии «Оскар»[125].

## 14 декабря
- Дейли, Джанет (69) — американская писательница, автор популярных любовных романов[126].
- Зайцев, Михаил Петрович (92) — директор Московского театра драмы имени Маяковского (1976—2013)[127].
- Ильф, Александра Ильинична (77) — писатель, дочь Ильи Ильфа[128].
- Коман, Теоман (77) — руководитель разведывательной службы Турции (1988—1992)[129].
- Корнфорт, Джон Уоркап (96) — австралийский химик-органик, лауреат Нобелевской премии по химии (1975)[130].
- Левина, Элла Петровна — организатор международного театрального фестиваля им. А. П. Чехова, завлит театра на Таганке[131][132].
- Лескин, Анатолий Степанович (78) — советский и российский хирург, лауреат Государственной премии СССР[133].
- Маскаев, Павел Александрович (62) — российский живописец, заслуженный художник России[134].
- Муратов, Чапай Измайлович (73) — актёр Национального театра Республики Адыгея имени И. С. Цея, заслуженный артист РСФСР[135].
- О’Тул, Питер (81) — британский актёр, лауреат почётной премии «Оскар», четырежды лауреат «Золотого глобуса»[136].
- Робинс, Янис (88) — американский изобретатель[137].
- Рош, Франс (92) — французская актриса («Француженка и любовь», «Охота на мужчину»)[138][139].
- Светлова, Эмилия Павловна (83) — советская и российская оперная певица, солистка Воронежского государственного театра оперы и балета (1962—2001), заслуженная артистка РСФСР (1974) [kino-teatr.ru/teatr/acter/ros/382010/bio/].
- Якубский, Владимир Александрович (89) — советский и российский историк, доктор исторических наук, профессор Санкт-Петербургского государственного университета[140].
- Ярошевская, Галина Ивановна (83) — советская баскетболистка, победительница чемпионата мира по баскетболу в Москве (1959)[141].

## 13 декабря
- Арбер, Пол (38) — австралийский теннисист, тренер Моники Селеш и других известных теннисистов; утонул (тело найдено в этот день)[142].
- Каждан, Исаак Хаимович (89) — первый режиссёр калининградского областного телевидения[143].
- Кик Кук Тхэ (89) — северокорейский политик, председатель контрольной комиссии ЦК ТПК[144].
- Темчура, Алексей Гаврилович (76) — российский кубанский сельскохозяйственный деятель, Герой Социалистического Труда (1990)[145].
- Эскобар, Даниэл (49) — американский актёр[146][147].

## 12 декабря
- Амирэджиби, Чабуа Ираклиевич (92) — грузинский писатель[148].
- Бейлерян, Грачья (62) — армянский поэт, литературный переводчик[149].
- Вест, Чарльз (72) — американский учёный, президент Массачусетского технологического института (1990—2004)[150].
- Карковский, Збигнев (55) — польский композитор[151].
- Лофлин, Том (82) — американский актёр[152][153].
- Мулла, Абдул Кадер (65) — бангладешский политик и военный преступник; казнён[154].
- Сакс, Лео (89) — израильский генетик, основоположник амниоцентеза, лауреат премии Вольфа (1980)[155].
- Селлерс, Эзра (45) — американский боксёр, чемпион мира (2001—2002)[156].
- Тоттер, Одри (95) — американская актриса[157][158].
- Чан Сон Тхэк (67) — северокорейский военный и политический деятель, заместитель Председателя Государственного Комитета Обороны КНДР, дядя Ким Чен Ына; казнён по обвинению в государственной измене[159].
- Ширяев, Владимир Георгиевич (79) — советский и российский актёр театра и кино, заслуженный артист России (1993)[160].
- Шоев, Бобишо — таджикский хозяйственный и политический деятель, экс-кандидат в президенты Таджикистана (1991)[161].

## 11 декабря
- Афонсу, Надир (93) — португальский художник, один из пионеров кинетического искусства[162].
- Барри, Кейт (46) — английско-французский фотограф и актриса[163].
- Бренден, Барбара (65) — канадская писательница[164].
- Дериева, Регина Иосифовна (64) — русская поэтесса, жила в СССР, Израиле и Швеции[165].
- Роббинс, Гэрри[англ.] (56) — канадский рестлер и актёр («Поворот не туда»); инфаркта миокарда[166].
- Солцаев, Мималт Мусаевич (75) — художественный руководитель Государственного русского драматического театра им. М. Ю. Лермонтова (Чеченская Республика), народный артист РСФСР[167].
- Хауреги, Хавьер[англ.] (40) — мексиканский боксёр, экс-чемпион мира, инсульт[168].

## 10 декабря
- Бенуа, Морис (81) — канадский хоккеист, серебряный призёр зимних Олимпийских игр в Скво-Велли (1960)[169].
- Коулмэн, Алан (76) — австралийский режиссёр[170].
- Мурза, Владимир Моисеевич (73) — начальствующий епископ Российской церкви христиан веры евангельской (1990—2002), первый заместитель начальствующего епископа (2009—2013)[171].
- Подеста, Россана (79) — итальянская актриса[172][173].
- Сриканта Водеяр (60) — титулярный махараджа Майсура из династии Водеяров[174].
- Токманцев, Николай Яковлевич (77) — председатель Камчатского областного Совета народных депутатов (2001—2007)[175].
- Холл, Джим (83) — американский джазовый гитарист, композитор, аранжировщик[176].
- Шилов, Эдуард Павлович (64) — российский музыкант и педагог, заслуженный работник культуры Российской Федерации, директор Владимирской детской школы искусств № 2 им. С. Прокофьева, воспитатель лауреатов международных конкурсов[177].

## 9 декабря
- Бруссе, Кес (88) — нидерландский актёр[178].
- Евстратов, Вячеслав Макарович (83) — заслуженный тренер РСФСР по лёгкой атлетике, тренер Юрия Борзаковского[179].
- Кацев, Владимир Зеликович (84) — советский казахстанский архитектор[180].
- Киран, Линн (53) — австрийская певица («The Rounder Girls»)[181].
- Пай, Ллойд (67) — американский писатель и исследователь аномальных явлений, создатель проекта «Звёздный ребёнок»[182].
- Паркер, Элинор (91) — американская актриса, обладательница титула «Женщина с тысячей лиц»[183].
- Розарио, Шейн дель (30) — американский боец силовых единоборств, чемпион мира по кикбоксингу[184].
- Урбан, Петер (72) — немецкий писатель и переводчик русской литературы[185].
- Хессе-Буковская, Барбара (83) — польская пианистка, лауреат конкурса пианистов имени Шопена (1949, 2-я премия), лауреат международной музыкальной премии Харриет Коэн (1962)[186].

## 8 декабря
- Барановский, Леонид Андреевич (60) — советский футболист, игрок одесского «Черноморца» (1971—1975)[187].
- Довбыш, Виктор Иннокентьевич (76) — советский шахтёр из Донбасса, Герой Социалистического Труда (1973), Почётный гражданин города Горловка[188].
- Корнфорт, Джон Уоркап (96) — австралийский химик-органик, лауреат Нобелевской премии по химии «за исследование стереохимии реакций ферментативного катализа».
- Митчелл, Дон (70) — американский актёр[189].
- Морен, Мадо (98) — французская актриса, мать Патрика Девера[190][191].
- Соколаи, Шандор (82) — венгерский композитор, лауреат Премии имени Кошута (1966)[192].

## 7 декабря
- Бриджес, Алан (86) — британский режиссёр кино и телевидения[193].
- Ильина, Надежда Леонидовна (64) — советская легкоатлетка, бронзовый призёр летних Олимпийских игр в Монреале 1976 в эстафете 4×400 м; автокатастрофа[194].
- Ковальский, Юзеф (113) — польский ветеран, последний участник Польско-советской войны 1919—1921 годов, последний частично верифицированный мужчина, родившийся в XIX веке[195].
- Колехмайнен, Ээро (95) — финский лыжник, серебряный призёр зимних Олимпийских игр в Осло (1952) в гонке на 50 км[196].
- Мамонтов, Александр Павлович (85) — главный художник Белгородского академического драматического театра имени М. С. Щепкина, заслуженный художник России[197].
- Матлала, Джейкоб (51) — южноафриканский боксёр, чемпион мира (1993—1995, 1995—1997)[198].
- Молинаро, Эдуар (85) — французский кинорежиссёр и сценарист, известный в жанре кинокомедий[199].
- Николаев, Игорь Иосифович (89) — советский и российский кинорежиссёр и сценарист, режиссёр-постановщик Киностудии им. М. Горького[200].
- Орлов, Герман Тимофеевич (92) — советский и российский актёр театра и кино, ветеран Великой Отечественной войны, народный артист Российской Федерации[201].
- Субраманьям, Дхармаварапу (53) — индийский актёр[202][203].
- Сума, Кеи (78) — японский актёр[204].
- Трапезникова, Маргарита Фёдоровна (84) — советский и российский уролог, академик РАМН[205].
- Фишман, Джек (83) — американский химик и фармаколог польского происхождения, создатель налоксона[206].

## 6 декабря
- Кесада, Ния (94) — аргентинская актриса («Мануэла»)[207].
- Краузе, Том (79) — финский оперный певец[208].
- Мальдине, Анри (101) — французский философ, крупнейший представитель феноменологической школы[209].
- Мудист, Пеэтер (71) — эстонский художник[210].
- Омуркулов, Кадыр Омуркулович (71) — киргизский писатель, сценарист и публицист, заслуженный деятель искусств Кыргызстана[211].
- Трейси, Стэн (86) — британский джазовый музыкант и композитор[212].
- Кейт Уильямсон (83) — американская актриса[213][214].
- Уолдон, Луи (78) — американский актёр[215].
- Файн, Йоня (100) — еврейский поэт (идиш), художник, иллюстратор, педагог[216].

## 5 декабря
- Арсеньев, Виктор Тимофеевич (75) — советский и российский актёр и режиссёр, заслуженный артист России[217].
- Джексон, Бэрри (75) — английский актёр[218][219].
- Мандела, Нельсон (95) — первый чернокожий президент Южно-Африканской Республики (1994—1999), лауреат Нобелевской премии мира (1993)[220].
- Рабкин, Абрам Исаакович (88) — писатель и художник, заслуженный художник Российской Федерации[221].
- Уилсон, Колин Генри (82) — английский писатель-фантаст, философ[222].
- Фёдорова-Сирина, Вера Николаевна (88) — актриса Русского театра Эстонии со дня его основания (1948), заслуженная артистка Эстонской ССР, мать Александра Сирина[223].
- Форг, Гюнтер (61) — немецкий живописец, скульптор и фотограф[224].
- Черемисина, Майя Ивановна (89) — российский учёный-филолог, русист, доктор филологических наук, научный сотрудник института экономики Сибирского отделения Академии наук СССР и РАН[225].
- Чернушенко-Стасюк, Ирина (34) — белорусская легкоатлетка, чемпионка страны по прыжкам в длину, победительница Кубка Европы, мастер спорта международного класса[226].

## 4 декабря
- Аллмен, Роберт (86) — австралийский оперный певец[227].
- Бейли, Макдональд (92) — британский легкоатлет, бронзовый призёр летних Олимпийских игр в Хельсинки (1952) в беге на 100 метров, рекордсмен мира на этой дистанции[228].
- Лаккис, Хассан — один из командиров группировки «Хезболла», убит[229].

## 3 декабря
- Алексий (Фролов) (66) — архиепископ Костромской и Галичский РПЦ (2010—2013)[230].
- Болотин, Леонид Алексеевич (75) — советский танцовщик (Большой театр), заслуженный работник культуры Российской Федерации, отец солиста Большого театра Андрея Болотина[231].
- Воробьёв, Николай Павлович (90) — ветеран Великой Отечественной войны, Почётный гражданин Костромской области, Герой Советского Союза (1944)[232].
- Копьёв, Алексей Владимирович (80) — украинский одесский скульптор, заслуженный художник Украины[233] Архивная копия от 20 декабря 2013 на Wayback Machine.
- Кузнецов, Александр Александрович (87) — советский и российский альпинист, писатель, популяризатор науки, актёр театра и кино[234].
- Кухинке, Норберт (73) — немецкий журналист и актёр («Осенний марафон»)[235].
- Мохамед, Реда Махмуд (61) — египетский политик и военный деятель, командующий Военно-воздушными силами Египта (2008—2012), министр военной промышленности (2013)[236].
- Негм, Ахмед Фуад (84) — египетский поэт-диссидент[237].
- Оссарес, Поль (95) — французский генерал, ответственный за пытки и казни во время войны за независимость Алжира[238].
- Пайстик, Аво (77) — эстонский карикатурист, художник, автор и режиссёр мультфильмов, лауреат международных фестивалей в Мадриде (1983) и Штутгарте (1986)[239].
- Поллок, Ида (105) — британская писательница[240].
- Ривлин, Сефи (66) — израильский актёр-комик[241].
- Розендаль, Фрэнк (56) — нидерландский орнитолог, открывший несколько видов птиц, летучих мышей и насекомых[242].
- Сосно, Саша (Александр Сосновский) (76) — французский скульптор[243].
- Тышковец, Сергей Викторович (57) — украинский журналист, писатель, корреспондент украинского представительства «РИА Новости»[244].
- Хантер, Рональд (70) — американский актёр[245][246].
- Шуркин, Андрей Иванович (44) — солист оркестра Татарского академического государственного театра оперы и балета имени Мусы Джалиля, заслуженный артист Татарстана[247].

## 2 декабря
- Алексеев, Борис Васильевич (76) — ведущий радиостанции «Эхо Москвы»[248].
- Аллен, Уильям (85) — американский политик, губернатор штата Миссисипи (1984—1988)[249].
- Ансола, Антонио (82) — испанский футболист[250]
- Белозерцев, Сергей Владимирович (58) — преподаватель Московского открытого университета имени Виктора Черномырдина, депутат Межрегиональной депутатской группы на Съезде народных депутатов СССР, один из председателей Социал-демократической партии России; убит[251].
- Букейханов, Срым Раимжанович (75) — казахстанский учёный, писатель, преподаватель[252].
- Деда, Марселу[англ.] (53) — бразильский политик, губернатор штата Сержипи (2007—2013)[253].
- Джуниор Марвин (64) — ямайский певец[254][255].
- Наполитан, Джозеф (84) — американский политический консультант, пионер политического консультирования[256].
- Ожегов, Сергей Анатольевич (34) — участник боевых действий в Чеченской Республике, Герой России (2000)[257].
- Ригганс, Мэри (78) — британская актриса[258].
- Роча, Педро (70) — уругвайский футболист, участник четырёх чемпионатов мира (1962, 1966, 1970, 1974)[259].
- Уэлш, Кристофер Эван (48) — американский актёр театра и кино[260][261].
- Шоу, Вернон (83) — президент Доминики (1998—2003)[262].

## 1 декабря
- Бур, Генрих (92) — нацистский преступник, умер в тюрьме[263].
- Гоголь, Оксана Сергеевна (50) — актриса Бишкекского русского театра драмы имени Чингиза Айтматова; погибла в результате нападения преступников[264].
- Измеров, Виталий Константинович (70) — бывший заместитель министра внутренних дел, первый начальник регионального Управления по борьбе с организованной преступностью Республики Якутия; генерал-майор милиции[265].
- Кафе, Мария Мамбо (68) — ангольский политик, министр по социальным вопросам (1982—1986), губернатор провинции Кабинда (1990)[266].
- Колгейт, Стирлинг (88) — американский физик, один из создателей американской водородной бомбы, один из основателей Института Санта-Фе[267].
- Крамаренко, Виктор Викторович (54) — российский писатель (о смерти стало известно в этот день)[268].
- Кулан, Ричард (66) — один из основателей и барабанщик британской рок-группы «Caravan»[269].
- Куркаев, Николай Яковлевич (66)[значимость?] — епископ Объединённой церкви Христиан веры евангельской по Брестской области, проповедник, автор разбора Нового завета и книги пророка Исаии[270].
- Селянин, Анатолий Дмитриевич (76) — музыкант, профессор Саратовской государственной консерватории, создатель оркестра «Волга-Бэнд», заслуженный деятель искусств России[271].
- Урдапильета, Алехандро (59) — уругвайский актёр, режиссёр и сценарист[272]
- Шиффрин, Андре[англ.] (77) — американский издатель и публицист, сын издателя Якова Шифрина[273].
- Шарп, Мартин (71) — австралийский художник, мультипликатор, режиссёр и редактор журнала Oz.